# L'Étang-la-Ville
L'Étang-la-Ville is een gemeente in het Franse departement Yvelines (regio Île-de-France) en telt 4496 inwoners (1999). De plaats maakt deel uit van het arrondissement Saint-Germain-en-Laye.

## Geografie
De oppervlakte van L'Étang-la-Ville bedraagt 5,4 km², de bevolkingsdichtheid is 832,6 inwoners per km². In de gemeente liggen de spoorwegstations L'Étang-la-Ville (Transilien L) en Saint-Nom-la-Bretèche - Forêt de Marly.
De onderstaande kaart toont de ligging van L'Étang-la-Ville met de belangrijkste infrastructuur en aangrenzende gemeenten.

## Demografie
Onderstaande figuur toont het verloop van het inwonertal (bron: INSEE-tellingen).

## Overleden
- André Lefèbvre (1894-1964), Frans autoconstructeur (Citroën)